# 国际食品法典委员会
国际食品法典委员会（英語：Codex Alimentarius Commission，简称CAC，又稱Codex），名称源自拉丁文，其中Codex意为“表册、簿籍、案卷、法典等”；Alimentarius意为“卫生者、可供食料者”。
CAC是聯合國糧食及農業組織（FAO）和世界衛生組織（WHO）于1963年联合设立的政府间国际组织，专门负责协调政府间的食品标准，建立一套完整的食品国际标准体系。CAC目前有186个成员国，覆盖全球98%的人口。

## 國際標準
- 制定食品添加剂国际编码系统（International Numbering System）。
- 制定農藥或動物用藥於食品中的最大殘留限量標準
- 制定食品中的污染物種類（例如：放射性同位素、黃麴毒素、......）

## 外部連結
- （英文）Codex Alimentarius Commission（页面存档备份，存于）官網